# Assamhoplites martensis
Assamhoplites martensis — вид павукоподібних родини Assamiidae ряду косариків (Opiliones). Описаний у 2024 році.

## Назва
Вид названо на честь німецького арахнолога Йохена Мартенса, який у 2022 році відкрив підродину Filopalpinae, яка складається з ендеміків високогір'я Ефіопії. Мартенс відкрив п'ять нових видів з роду Filopalpus, а Assamhoplites martensis є шостим видом та другим родом у Filopalpinae.

## Поширення
Ендемік Ефіопії. Поширений у кальдері згаслого вулкану Вончі у регіоні Оромія. Середовище проживання — ефіопські гірські вересові пустища.